# Mucrobates fissuratus
Mucrobates fissuratus är en kvalsterart som beskrevs av Balogh och Sandór Mahunka 1979. Mucrobates fissuratus ingår i släktet Mucrobates och familjen Hemileiidae. Inga underarter finns listade i Catalogue of Life.